# Jawajka

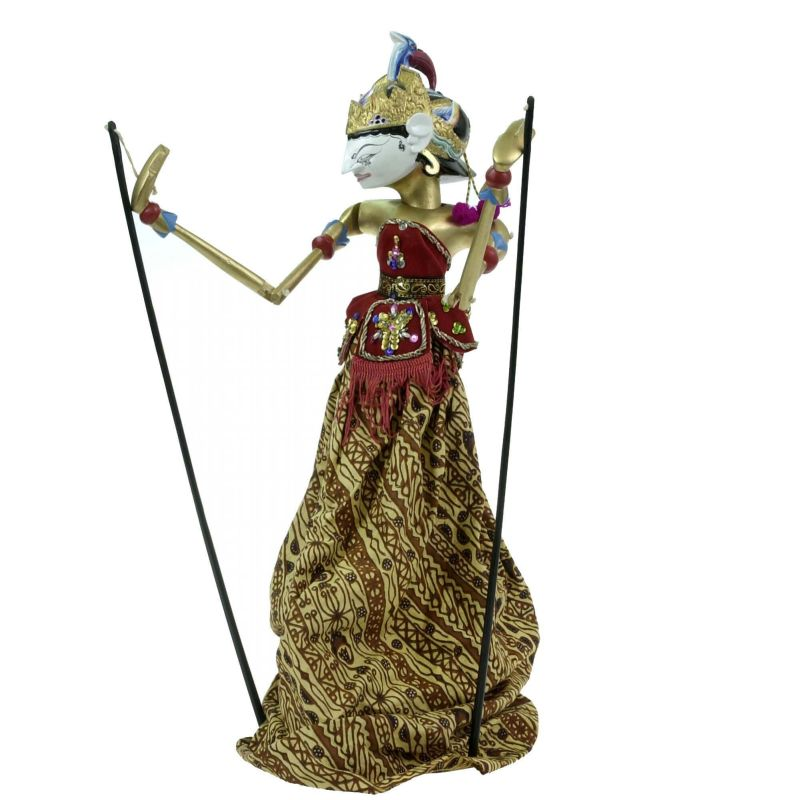
Drewniana jawajka z Wereldmuseum Amsterdam

Jawajka – lalka teatralna osadzona na kołku – gapicie, który znajduje się w otworze pośrodku ramion, działających niezależnie od głowy. Funkcjonujące osobno ręce lalki poruszane są za pomocą drucianych wyciągników – czempurytów, które lalkarz trzyma w drugiej dłoni. Prowadzenie lalki polega na połączeniu animacji tułowia i głowy z niezależną od ich ruchu animacją każdej z dłoni.
Istnieją także jawajki wzbogacone o mechanizmy pozwalające opuszczać i zadzierać głowę, a niekiedy poruszać nogami. Klasyczna jawajka nie ma jednak kończyn dolnych pod szatą.

## Sztuka poruszania jawajką
Jawajka, obok marionetki, uchodzi za jedną z trudniejszych technik lalkowych. Należy rozpoznać grę każdym z poszczególnych jej elementów, której nauka wymaga ćwiczen i obserwacji zachowań lalki w dłoniach. 
Najważniejszy w graniu jest ruch nadgarstka, który sugeruje ruch bioder i nóg jawajki. Aktor, chodząc z lalką, musi odnaleźć w sobie także szkic zachowań lalki – jest on jej poręczą i wolą życia. Kroki dopełniane są przez ruch głowy, czyli kierunek wzroku lalki wzdłuż prostej nosa. Oglądanie konkretnego punktu należy połączyć z jednoczesną zmianą miejsca.